# Mathematical Optimization Society

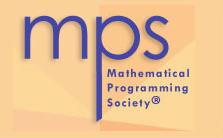
Logo der Mathematical Programming Society

Die Mathematical Optimization Society (MOS) ist eine internationale Organisation im Bereich der mathematischen Optimierung. Ihr Ziel ist die Förderung der Optimierung in Theorie und Praxis. Die Organisation existiert seit 1973, gibt mehrere Zeitschriften heraus, organisiert internationale Konferenzen und vergibt mehrere Preise. Bis 2010 hieß die Organisation Mathematical Programming Society (MPS).

## Geschichte
Mit der Entwicklung der mathematischen Programmierung in den 1960er Jahren und ihrer zunehmenden praktischen Anwendbarkeit stieg der Bedarf nach einem Austauschforum für Wissenschaftler in diesem Gebiet. Daraufhin wurde im Jahre 1970 die Zeitschrift Mathematical Programming gegründet, und in den Folgejahren legten George Dantzig, Albert Tucker, Philip Wolfe und andere die Basis für die Mathematical Programming Society. 1973 wurde eine Organisationsstruktur festgelegt, wobei George Dantzig den Vorsitz der neu gegründeten Gesellschaft übernahm. Heute gilt die MPS als wichtigste mathematische Gesellschaft im Bereich der Optimierung.

## Zeitschriften und Preise
Die MPS gibt mehrere Zeitschriften heraus:
- Mathematical Programming (Serie A/B) ist eine Zeitschrift; Serie A dient der Veröffentlichung von Originalartikeln aus allen Bereichen der Optimierung, während die Ausgaben der Serie B sich jeweils einem speziellen Thema widmen.
- Optima ist eine Art Newsletter und enthält Artikel über Optimierung, aktuelle Informationen über Konferenzen sowie Buchrezensionen.
- MPS/SIAM Series on Optimization wird von der MPS zusammen mit der Society for Industrial and Applied Mathematics (SIAM) herausgegeben. Diese Zeitschrift veröffentlicht Monographien, Lehrbücher, Bücher zu Anwendungen der Optimierung sowie Tutorials.

Darüber hinaus vergibt die MPS mehrere Preise, unter anderem den Fulkerson-Preis, den George-B.-Dantzig-Preis und den Tucker-Preis.

## Konferenzen
Mehrere internationale Konferenzen werden von der MPS organisiert:
- Das International Symposium on Mathematical Programming (ISMP) findet alle drei Jahre statt und umfasst alle Themenbereiche der Mathematischen Programmierung.
- Die Konferenz Integer Programming and Combinatorial Optimization (IPCO) gilt als die wichtigste Konferenz in der ganzzahligen Optimierung und wird jeweils in den Jahren ausgerichtet, in denen es keine ISMP gibt.
- Die International Conference on Continuous Optimization (ICCOPT), die kontinuierliche Schwesterkonferenz zur IPCO, fand zum ersten Mal im Jahre 2004 statt.
- Die Integer Conference on Stochastic Programming (ICSP) wird alle drei Jahre ausgerichtet und beschäftigt sich mit Optimierung unter Benutzung unsicheren Eingabedaten.
- Die Konferenz Nordic MPS ist ein zweijährlich stattfindendes Treffen der skandinavischer Wissenschaftler aus allen Bereichen der Optimierung.
- An der Universität Montreal richtet die MPS jährliche Seminare zu bestimmten Themengebieten aus.